# 髭真裸皮鮋
髭真裸皮鮋，為輻鰭魚綱鮋形目鮋亞目真裸皮鮋科的其中一種，為熱帶海水魚，分布於印度西太平洋琉球群島、印尼、菲律賓、新幾內亞、新喀里多尼亞、帛琉半鹹水、海域，棲息深度可達90公尺，體長可達24公分，棲息在沿岸泥底質河口、紅樹林，以甲殼類及魚類為食，生活習性不明，具有毒性。